# Культура смоленско-полоцких длинных курганов

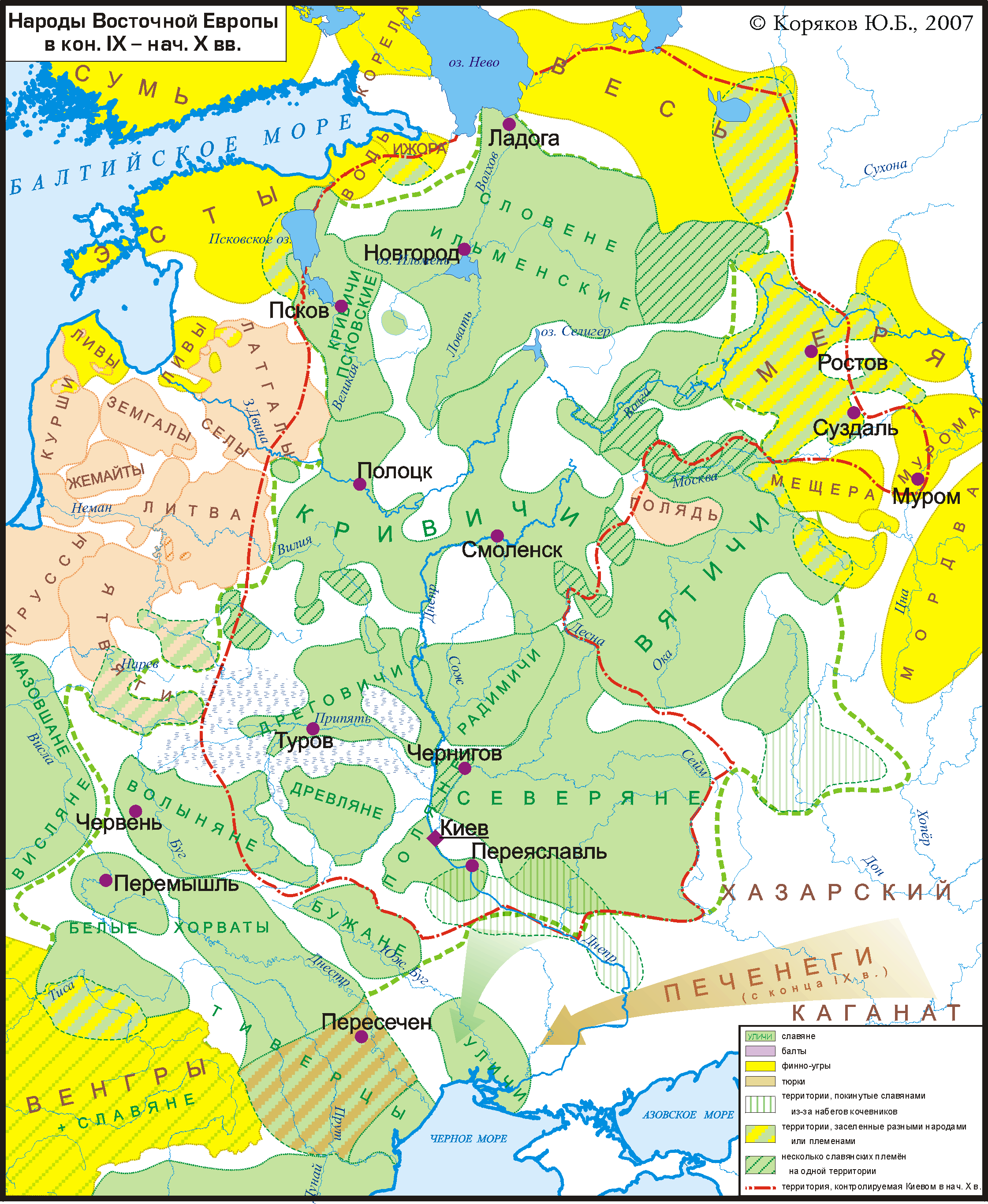
Культура на карте подписана как Кривичи(не путать со Псковскими кривичами)

Культу́ра смоленско-полоцких дли́нных курга́нов (КСПДК) — раннесредневековая археологическая культура, существовавшая в VIII—X веках в поречье Западной Двины, и также в западной части Днепровско-Двинского междуречья, в бассейнах рек Уллы, Каспли и Березины.
Основные памятники располагаются в долинах крупных рек, в поймах и низких надпойменных террасах, на тёплых склонах берегов рек и озёр. В большинстве случаев курганы находятся в непосредственной близости от селищ. Вместе с тем, исследователи обращают внимание на полное отсутствие курганов вокруг Полоцка — западного центра смоленско-полоцких кривичей. Население, родственное носителям культуры смоленских длинных курганов, сооружало в VIII—IX веках в Старой Ладоге малые постройки с печью-каменкой на опечках П-образной формы в углу.

## Характерные особенности
Памятники КСПДК изначально представляют собой погребальные насыпи удлинённой формы, с IX века им на смену приходят круглые курганы, в деталях повторяющие погребальный обряд длинных курганов (трупосожжение). Характерен малочисленный и невыразительный инвентарь, отсутствие дорогих предметов, престижного импорта и элитных захоронений.
Большинство курганов расположено на мягких почвах, без корней деревьев, что свидетельствует об отсутствии у их носителей сельскохозяйственных орудий с железными наконечниками. В мужских погребениях часто встречаются остатки кремации коня. Поселения вблизи курганов были недолговременными, с отсутствием культурного слоя. Размеры курганных групп небольшие: до 15 насыпей по 1-4 погребения в каждой. Всё это свидетельствует об отсутствии интенсивных систем землепользования. Подсечно-огневое земледелие не играло важной роли в хозяйстве носителей КСПДК. Практически все захоронения находятся вблизи поселений тушемлинско-банцеровской культуры.
Несмотря на резкое увеличение количества серебра в Смоленском Поднепровье в первой половине — середине X века, в погребениях КСПДК оно не стало встречаться чаще, чем в VIII—IX веках. Подавляющее большинство этих находок составляют ножи группы IV, наборные односторонние гребни, литые трёхдырчатые и ромбовидные подвески, а также плетёные цепочки, на которых носили ромбовидные подвески. Другим видом товара, которым Гнёздово торговало с носителями КСПДК, по всей вероятности, является стеклянный бисер. В смоленских длинных курганах бисер присутствует почти во всех достоверных погребениях X века с бусами, составляя в них от 50 до 99 % всех бус. При этом наиболее сложные в изготовлении и дорогие разновидности стеклянных бус (мозаичные, глазчатые, с металлической прокладкой), а также бусы из полудрагоценных камней, широко представленные в Гнёздове и на некоторых ранних древнерусских памятниках более низкого ранга, к носителям КСПДК в X веке почти не поступали.